# East Orange
East Orange este un oraș în comitatul Essex al statului New Jersey, Statele Unite ale Americii.

## Personalități născute aici
- Dionne Warwick (n. 1940), cântăreață, actriță, moderator de televiziune.